# Leucochrysa ehrhardti
Leucochrysa ehrhardti är en insektsart som beskrevs av Navás 1929. Leucochrysa ehrhardti ingår i släktet Leucochrysa och familjen guldögonsländor. Inga underarter finns listade i Catalogue of Life.